# Impatiens comorensis
Impatiens comorensis är en balsaminväxtart som beskrevs av John Gilbert Baker. Impatiens comorensis ingår i släktet balsaminer, och familjen balsaminväxter. Inga underarter finns listade i Catalogue of Life.